# Lioré et Olivier LeO H-25
Le Lioré et Olivier H-25 était un avion militaire de l'entre-deux-guerres réalisé en France par le constructeur aéronautique Lioré et Olivier. Cet hydravion à flotteurs était dérivé d’un bombardier terrestre.

## Variantes
- LeO 25
- LeO 252
- LeO 253
- LeO H-254
- LeO H-255
- LeO H-256
- LeO H-257
- LeO H-257 bis
- LeO H-258
- LeO 259